# Red Crag
Red Crag är en kulle i Antarktis. Den ligger i Sydshetlandsöarna. Argentina, Chile och Storbritannien gör anspråk på området.
Terrängen runt Red Crag är kuperad åt nordväst, men österut är den platt. Havet är nära Red Crag söderut. Trakten är glest befolkad. Närmaste befolkade plats är Gabriel de Castilla Spanish Antarctic Station, 7,5 kilometer väster om Red Crag. 